# 1976年夏季奥林匹克运动会巴基斯坦代表团
1976年夏季奥林匹克运动会巴基斯坦代表团是巴基斯坦派出的1976年夏季奥林匹克运动会代表团。